# Stadtmuseum Bergkamen
Das Stadtmuseum Bergkamen, 1965 als Heimatmuseum gegründet, befindet sich im Stadtteil Oberaden der Stadt Bergkamen (Kreis Unna, Nordrhein-Westfalen).

## Geschichte
Seit 1965 sind die Bestände des Stadtmuseums Bergkamen im ehemaligen Verwaltungsgebäude der Gemeinde Oberaden ausgestellt. 1986 bis 1988 wurde das Verwaltungsgebäude in ein Museum umgebaut und entwickelte sich zu einem wichtigen kulturellen Zentrum in Bergkamen. Gleichzeitig wurde der Verein der Freunde und Förderer des Stadtmuseums Bergkamen e.V. gegründet. 1990/91 zog die kommunale Galerie „sohle 1“ mit in das Stadtmuseum und zeigt seitdem regelmäßig zeitgenössische Kunst, vor allem von regionalen Künstlern.
Dem Stadtmuseum Bergkamen sind viele Vereine und Interessensgruppen mit ihren ehrenamtlichen Mitarbeitern angeschlossen. Ehemalige Bergleute, Künstler und Geschichtsdarsteller unterstützten die Arbeit im und um das Museum.

## Sammlung

### Paläontologie / Geologie
In der Abteilung Erdgeschichte werden die Geschichte der Steinkohle und die Alleinstellungsmerkmale der Region ausgestellt. Neben Fossilien wurden auch viele unterschiedliche Gesteine  aus privaten Sammlungen von Bergleuten und aus Lehrsammlungen aufgenommen. Die Sammlung wird zukünftig in einer Schausammlung zu sehen sein.

### Archäologie / Oberaden Horizont
Neben steinzeitlichen und bronzezeitlichen Einzelfunden wird vor allem der Schwerpunkt Eisenzeit und die römischen Okkupationsphase ausgestellt. Mit der umfangreichen Sammlung zum Römerlager Oberaden wird auf über 300 m² die Geschichte der Römer an der Lippe erzählt. Mit dem archäologischen Lehrpfad und dem Römerpark Bergkamen mit einer 35 m langen rekonstruierten Holz-Erde-Mauer und weiteren Rekoinstruktionsbauten ist die Geschichtsvermittlung vielfältig aufgebaut.

### Frühmittelalter / Mittelalter
Ein zukünftiger Schwerpunkt in der neuen Dauerausstellung wird das Frühmittelalter einnehmen. In einer Nekropole im Logistikpark A2 wurde die Bestattung eines Kriegers und einer Dame entdeckt. Die üppigen Waffenbeigaben und die reiche Schmuckausstattung sind für die Merowingerzeit typisch. Mit der Bumannsburg und der Königslandwehr werden einzigartige Bodendenkmäler in der Abteilung vorgestellt und laden zu Exkursionen ein.

### Stadtgeschichte
Die dezentrale Stadtgeschichte der Stadt Bergkamen ist geprägt durch die sechs ehemaligen Gemeinden Oberaden, Heil, Weddinghofen, Bergkamen, Overberge und Rünthe. Die Ausstellung präsentiert den Zustand kurz vor der Industrialisierung: ein landwirtschaftlich geprägter Raum mit wenig Infrastruktur. Mit der Abteufung der ersten Zechenanlagen 1890 wurde die Region industrialisiert und es entstanden ein Kanal neben der Lippe, ein Bahnanschluss sowie viele Siedlungen um die Industrieanlagen.
Mit der Gemeindezusammenlegung 1966–1969 wurde die Stadt Bergkamen gegründet, die bis heute nicht strukturell zusammengewachsen ist und keine Zentralität aufweist. Die prognostizierte Entwicklung zu einer 75.000er-Stadt Mitte der 1970er Jahre trat nicht ein. Mit den vielen Problemen der Steinkohle kam auch der Strukturwandel, der bis heute ein zentrales Thema der Region ist.

### Bergbau
Ende des 19. Jahrhunderts erreichte der Ruhrbergbau die Region. 1890 wurde der erste Schacht für das spätere Bergwerk Zeche Monopol Schacht Grimberg 1/2 abgeteuft. Damit begann durch den Arbeitskräftebedarf des Bergbaus ein starker Bevölkerungsanstieg in den Gemeinden des heutigen Stadtgebietes. Die Bevölkerung verneunfachte sich in der Altgemeinde Bergkamen zwischen 1890 und 1912.
In der Abteilung Barbarastollen wird der Bergbau der 1950er bis 1990er Jahren in einer teils privaten Schausammlung präsentiert. Auf dem Museumshof wurden in ehrenamtlicher Arbeit – durch den Geschichtskreis Haus Aden / Grimberg 3/4 – ein Lehrstollen erstellt und unterschiedliche technische Großgeräte aufgestellt.